# Крилаті комахи
Крилаті комахи або птеріготи (Pterygota) — підклас комах. Охоплює комах, які мають крила, а також тих, які втратили крила в процесі еволюції (вториннобезкрилі).
Цей підклас охоплює практично всіх сучасних комах. Ряди гексапод, що не входять до нього, містять два примітивні ряди первиннобезкрилих комах: Archaeognatha та Thysanura, а також 3 ряди, які раніше належали до комах, а тепер розглядають окремо: Protura, Collembola та Diplura.
Розміри тіла від 0,5 до 300 мм, у деяких випадках досягає 350 мм. Практично в усіх комах цього підкласу тіло розділене на 3 відділи: голова, груди і черевце. Крила мають вигляд пластинчастих виростів у комплексі з низкою м'язів, що забезпечують їх рух.